# Wybory do Parlamentu Europejskiego w Hiszpanii w 2019 roku
Wybory do Parlamentu Europejskiego IX kadencji w Hiszpanii zostały przeprowadzone 26 maja 2019. Hiszpanie wybrali 54 eurodeputowanych, a także kolejnych 5, przy czym obsadzenie tych mandatów zostało zawieszone do czasu dokończenia procedury brexitu. Frekwencja wyniosła 60,73%. W wyborach wystartowały 32 podmioty, spośród których 22 uzyskały poparcie poniżej 1%.

## Wyniki wyborów
| Lista wyborcza                               | Główny kandydat               | Głosy     | %     | Mandaty |
| -------------------------------------------- | ----------------------------- | --------- | ----- | ------- |
| Hiszpańska Socjalistyczna Partia Robotnicza  | Josep Borrell                 | 7 369 789 | 32,86 | 20 (+1) |
| Partia Ludowa                                | Dolors Montserrat             | 4 519 205 | 20,15 | 12 (+1) |
| Obywatele – Partia Obywatelska               | Luis Garicano                 | 2 731 825 | 12,18 | 7 (+1)  |
| UPCE (w tym Podemos, IU, CatComú)            | María Eugenia Rodríguez Palop | 2 258 857 | 10,07 | 6       |
| Vox                                          | Jorge Buxadé                  | 1 393 684 | 6,21  | 3 (+1)  |
| Ahora Repúblicas (w tym ERC i EH Bildu)      | Oriol Junqueras               | 1 252 139 | 5,58  | 3       |
| Lliures per Europa                           | Carles Puigdemont             | 1 018 435 | 4,54  | 2 (+1)  |
| CEUS (w tym Nacjonalistyczna Partia Basków)  | Izaskun Bilbao                | 633 090   | 2,82  | 1       |
| Compromiso por Europa                        | Jordi Sebastià i Talavera     | 296 491   | 1,32  | 0       |
| Partido Animalista Contra el Maltrato Animal | Silvia Barquero               | 295 546   | 1,32  | 0       |